# Eudonia heterosalis
Eudonia heterosalis là một loài bướm đêm trong họ Crambidae.